# Şamama Həsənova
Şamama Mahmudəli qızı Həsənova (ur. 7 listopada 1923 we wsi Arajatły w powiecie kariaginskim w Azerbejdżańskiej SRR, zm. 5 września 2008 w Baku) – pracownica kołchozu uprawy bawełny w Azerbejdżańskiej SRR, przodownica pracy, radziecka polityk, dwukrotna Bohater Pracy Socjalistycznej (1947 i 1950).

## Życiorys
Urodziła się w azerskiej rodzinie chłopskiej. Od młodych lat pracowała w kołchozie im. 1 maja przy zbiorze bawełny, od 1942 kierowała tam drużyną komsomolską. W 1946 została członkiem WKP(b). Za wysokie zbiory bawełny dwukrotnie otrzymała tytuł Bohatera Pracy Socjalistycznej, stając się wraz z Bəsti Bağırovą pierwszą kołchoźnicą dwukrotnie nagrodzoną tym tytułem. W 1953 została przewodniczącą kołchozu im. 1 maja. Była deputowaną do Rady Najwyższej ZSRR od 4 do 11 kadencji, w tym od 1960 do 1974 zastępcą przewodniczącego Rady Związku Rady Najwyższej ZSRR. Była także deputowaną do Rady Najwyższej Azerbejdżańskiej SRR i (od 1955) członkiem KC Komunistycznej Partii Azerbejdżanu.

## Odznaczenia
- Medal Sierp i Młot Bohatera Pracy Socjalistycznej (dwukrotnie, 19 marca 1947 i 17 czerwca 1950)
- Order Lenina (czterokrotnie, 19 marca 1947, 14 marca 1948, 1 lipca 1949 i 27 grudnia 1976)
- Order Rewolucji Październikowej (dwukrotnie, 8 kwietnia 1971 i 12 grudnia 1973)
- Order Czerwonego Sztandaru Pracy (dwukrotnie, 30 kwietnia 1966 i 7 lipca 1986)
- Medal „Za pracowniczą dzielność” (7 marca 1960)
- Medal „Za obronę Kaukazu”
- Medale Wszechzwiązkowej Wystawy Rolniczej

I inne.